# Tlangoh (Proppo)
Tlangoh is een bestuurslaag in het regentschap Pamekasan van de provincie Oost-Java, Indonesië. Tlangoh telt 1275 inwoners (volkstelling 2010).